# Еврейска автономна област
Еврейската автономна област е субект на Руската федерация, влизаща в състава на Далекоизточния федерален окръг. Тя е единствената автономна област в състава на Руската федерация. Площ 36 271 km2 (60-о място по големина в Руската федерация, 0,21% от нейната площ). Население на 1 януари 2018 г. 162 014 души (82-ро място в Руската федерация, 0,11% от нейното население). Административен център е град Биробиджан. Разстоянието от Москва до Биробиджан е 8361 km.

## Историческа справка
- На 28 март 1928 г. Президиумът на ЦИК на СССР приема постановление „О закреплении за КОМЗЕТ-ом для нужд сплошного заселения трудящимися евреями свободных земель в приамурской полосе Дальневосточного края“.
- На 20 август 1930 г. ЦИК на РСФСР приема постановление за „Образуване на Биро-Биджански национален район в състава на Далекоизточния край“.
- На 7 май 1934 Президиумът на ВЦИК преобразува района в Еврейска автономна област в състава на РСФСР.
- През 1938 г. след създаването на Хабаровския край Еврейската АО влиза в неговия състав.
- През 1991 г. с постановление на Президиума на Върховния съвет на РСФСР Еврейската автономна област е отделена в самостоятелен субект на Руската федерация.
- На 12 декември 1993 г. статутът на равноправен субект на Федерацията е узаконен с приемането на Конституцията на Руската федерация.

На 31 март 2005 г. депутатите от законодателното събрание на ЕАО създават работна група за подготовка на изменения в официалното название на региона. Според тях думата автономна в названието на ЕАО е анахронизъм, тъй като почти 15 години областта е самостоятелен субект на Федерацията.
След отмяната на „Закона за Еврейската автономна област“ през 1993 г. областта се оказва в странно юридическо положение. Нов закон за статута на ЕАО не е приет. От пет автономни области, съществуващи през съветско време на територията на РСФСР, към настоящия момент е останала само една – Еврейската (другите четири получават статут на републики в състава на РФ).
За първи път въпросът е поставен на федерално равнище още през 1992 г. неколкократно от депутатите в Руската дума, но поради юридическата сложност проблемът няма окончателно решение.

## Географска характеристика

### Географско положение, граници, големина
Еврейската автономна област е разположена в Далечния изток, покрай левия бряг от долното течение на река Амур. На северозапад граничи с Амурска област, на север, североизток и изток – с Хабаровски край, а на юг и запад – с Китай, като границата преминава по талвега на река Амур. В тези си граници заема площ от 36 271 km2 (60-о място по големина в Руската федерация, 0,21% от нейната площ).

### Релеф
Територията на автономната област може да бъде разделена на приблизително две равни части: северозападна планинска и югозападна низинна. Северозападните части се заемат от ниските хребети Малък Хинган (883 m), Сутарски, Шчуки-Поктой и Помпеевски (1013 m), с преобладаващи височини 600 – 700 m. На север в пределите на областта навлизат южните разклонения на Бурейнския хребет с височини 800 – 100 m и максимална височина връх Чурбукондя 1360 m. На юг и югоизток, източно от река Бира се простира западната част на силно заблатената Средноамурска низина (височина 40 – 150 m).

### Климат
Климатът е мусонен. Зимата е студена, суха, с малко сняг със средна януарска температура от -21 °C до -26,5 °C. Лятото е топло и влажно със средна юлска температура 18 – 21 °C. Годишната сума на валежите варира от 700 – 800 mm в планинските части до 500 – 700 mm в равнините, като над 80% от валежите са през юли и август. Вегетационния период (минимална денонощна температура 5 °C) е 170 – 175 дни в равнинните части и 155 – 165 дни в планинските части.

### Води
По територията на Еврейската автономна област протичат 5017 реки (с дължина над 1 km) с обща дължина 18 275 km и всички те принадлежат към водосборния басейн на река Амур. Основната река в областта е Амур, която протича по границата с Китай и частично по границата с Хабаровски край. Нейни основни притоци са: Биджан, Бира и Тунгуска с десния си приток Урми. Речната мрежа е най-добре развита в планинските и предпланинските райони, а най-слабо – в равнинната част. Подхранването на реките е смесено с преобладаване на дъждовното (50 – 70%). Водният им режим се характеризира със слабо, разтегнато във времето лятно-есенно пълноводие, много често придружено с катастрофални прииждания и ясно изразено зимно маловодие. Те замръзват в края на октомври или началото на ноември, а се размразяват в средата или края на април.
В областта има около 3 хил. езера с обща площ 65 km2, като голяма част от тях са крайречни (старици) и са разположени основно по долината на Амур и неговите притоци. Блатата и заблатените земи заемат площ от 9145 km2, които представлява 25,21% от територията на Еврейската автономна област.

### Почви, растителност, животински свят
В планинските части почвите са предимно кафяви горски, в Средноамурската низина – ливадно-блатни, ливадно-глинести и алувиални.
Горите са разпространени предимно в планинските части и заемат 36% от територията на областта (около 1303 хил.ха), като преобладават масивите от смърч и ела (205 хил.ха), кедър (192 хил.ха), лиственица 150 хил.ха), дъб (327 хил.ха), бреза (202 хил.ха), липа (87 хил.ха). В Средноамурската низина растителността е ливадна, ливадно-блатна и блатна в съчетание с редки гори от дъб, бреза и лиственица. Голямо стопанско значение имат крайречните ливади, разположени по заливната тераса на Амур, на запад от устието на река Бира.
Животинския свят е представен от белка, собол, енотовидно куче, норка, видра, лос, зубър, дива свеня, тигър (само в Малък Хинган). Реките са богати на различни видове риби.

## Население
Населението на областта е 166 120 души към 2016 г., а на 1 януари 2018 г. 162 014 души (82-ро място в Руската федерация, 0,11% от нейното население). Титулният народ са евреите (около 1%), но мнозинството от населението са руснаци (91%).
Населени места с над 5000 души са градовете Биробиджан и Облучие, както и селата Николаевка, Ленинское и Амурзет. Населението на повечето селища, а и на областта като цяло намалява след разпадането на СССР. През 1992 г. населението на областта е наброявало над 220 000 души.
| Биробиджан | 74 559 | Бабстово     | 4465 |
| Облучие    | 8792   | Теплоозьорск | 3771 |
| Николаевка | 6865   | Приамурски   | 3661 |
| Ленинское  | 6109   | Птичник      | 3194 |
| Амурзет    | 5051   | Бира         | 2710 |
| Смидович   | 4435   | Биракан      | 1899 |

Според данни от преброяването на Руската федерация през 2010 г. етническият състав на Еврейската автономна област е следният:
| руснаци (90.73%) украинци (2.76%) евреи (0.92%) татари (0.50%) беларуси (0.41%) азербайджанци (0.37%) молдовани (0.25%) други (4.06%) |

## Административно-териториално деление
В административно-териториално отношение Еврейската автономна област се дели на 1 областен градски окръг, 5 муниципални района, 2 града, в т. ч. 1 град с областно подчинение (Биробиджан) и 1 град с районно подчинение (Облучие) и 11 селища от градски тип.
| Административна единица | Площ (km2) | Население (2018 г.) | Административен център | Население (2018 г.) | Разстояние до Биробиджан (в km) | Други градове и сгт с районно подчинение                          |
| ----------------------- | ---------- | ------------------- | ---------------------- | ------------------- | ------------------------------- | ----------------------------------------------------------------- |
| Областни градски окръзи |            |                     |                        |                     |                                 |                                                                   |
| 1. Биробиджан           | 169        | 73 623              | гр. Биробиджан         | 73 623              |                                 |                                                                   |
| Муниципални райони      |            |                     |                        |                     |                                 |                                                                   |
| 1. Биробиджански        | 4443       | 11 224              | гр. Биробиджан         |                     |                                 |                                                                   |
| 2. Ленински             | 6068       | 17 760              | с. Ленинское           | 6109                | 122                             |                                                                   |
| 3. Облученски           | 13 300     | 25 513              | гр. Облучие            | 8540                | 159                             | Бира, Биракан, Известкови, Кулдур, Лондоко, Теплоозерск, Хинганск |
| 4. Октябърски           | 6400       | 9708                | с. Амурзет             | 5051                | 222                             |                                                                   |
| 5. Смидомички           | 5900       | 24 186              | сгт Смидович           | 4279                | 72                              | Волочаевка 2-я, Николаевка, Приамурски                            |

## Селско стопанство
Отглежда се едър рогат добитък, свине, зърнени култури (ечемик, пшеница, овес), зеленчуци и картофи, както и соя. Има пчеларство.
| хиляди хектара | 146,9 | 121,7 | 79,7 | 87,2 | 108,4 | 125,9 |

|  | Тази страница частично или изцяло представлява превод на страницата „Административно-территориальное деление Еврейской автономной области“ в Уикипедия на руски. Оригиналният текст, както и този превод, са защитени от Лиценза „Криейтив Комънс – Признание – Споделяне на споделеното“, а за съдържание, създадено преди юни 2009 година – от Лиценза за свободна документация на ГНУ. Прегледайте историята на редакциите на оригиналната страница, както и на преводната страница, за да видите списъка на съавторите. ВАЖНО: Този шаблон се отнася единствено до авторските права върху съдържанието на статията. Добавянето му не отменя изискването да се посочват конкретни източници на твърденията, които да бъдат благонадеждни. |